# Niels Steensens Gymnasium
Niels Steensen Grundskole og Gymnasium (forkortet NSG) er en jesuiterskole på Sankt Kjelds Gade på Østerbro i København, som rummer både en grundskole og et gymnasium. Skolen drives med udgangspunkt i den ignatianske pædagogik og tradition. Skolens hovedbygning er forbundet med Sankt Augustins Kirke på Jagtvej overfor Fælledparken.

## Historie
Skolen blev grundlagt i 1950 af jesuiterordenen, som ejer skolens hovedbygning. Hovedbygningen er fra 1914 og rummede oprindeligt et kloster for benediktinersøstre. På grund af behov for flere og bedre faciliteter til specielt idræt og naturvidenskab opførte skolen i 1960 en bygning på Australiensvej. Bygningen bliver i dag kaldt "Australien" af elever der går på skolen.
Jesuitterne navngav skolen efter den store danske naturvidenskabsmand og katolske teolog og biskop Niels Steensen, der blev saligkåret af pave Johannes Paul II i Rom i 1988. Begrundelsen for at opkalde skolen efter Niels Steensen var, at han mæglede mellem både protestantisme og katolicisme og mellem videnskab og religion. Skolen er den eneste i Norden, der er drevet af jesuiterordenen.
I 2017 lå gymnasiet ifølge Undervisningsministeriet i top 25 blandt 823 gymnasiale uddannelser (inklusive HTX, HHX og HF) med et eksamensgennemsnit på 8,0,mens landsgennemsnittet for de almene gymnasier (STX) isoleret set var 7,4.
Ifølge en undersøgelse foretaget af CEPOS fra 2017 ligger Niels Steensens Gymnasium som nummer fire i toppen af gymnasier med den bedste undervisningseffekt, det vil sige gymnasier der får eleverne til at opnå en højere karakter, end man kan forvente. Arkiveret 29. juni 2018 hos  Wayback Machine
I dag koster det kr. 1.650 om måneden at gå i grundskolen og kr. 1.200 om måneden i gymnasiet.

## Rektorer
- Georg Heggum[1] 1950-69
- Erik Lorensen 1969-79
- Johannes Thomsen 1979-90
- Walter Dalland 1990-98
- Thomas Martin Nielsen 1998-2000 (konstitueret)
- Ove Kreisberg 2000-2007
- Dorthe Enger 2007-2011
- Lise Baadsgaard Jepsen 2011-2020
- Kirsten Habekost 2020-2021 (konstitueret)
- Sofie Paludan 2021-2022 (konstitueret)
- Louise Holte 2022- (konstitueret)

## Kendte elever
- ca. 1953: Benito Scocozza, historiker ved Københavns Universitet
- 1955 Sven Erik Werner, komponist
- ca. 1956: Jens Nielsen, arkitekt
- ca. 1957: Dario Campeotto, skuespiller og sanger
- ca. 1958: Alex Riel, trommeslager
- 1957-59 (uafsluttet) Per Kofod, forlægger
- ca. 1962: Peter Augustinus, erhvervsmand
- ca. 1964: Nina Bolt, forfatterinde
- 1966: Claus Hjort Frederiksen, politiker[2]
- 1969 Niels Preisler, fhv. departementschef
- 1969: Kjeld von Folsach, museumsdirektør
- 1978: Hanne Richardt Beck, forfatterinde
- 1978: Susanne Bier, filminstruktør
- ca. 1980: Antonino Castrone, universitetsdirektør
- 1983 Peter Flinth, filminstruktør
- ca. 1986: Nina Klinker Stephensen, journalist og tv-værtinde
- ca. 1991: Kasper Bech Holten, operachef
- 1992: Lars Frost, forfatter
- ca. 2008 Hans Philip, ene halvdel af Ukendt Kunstner